# ماريا الفاح سانتوسو

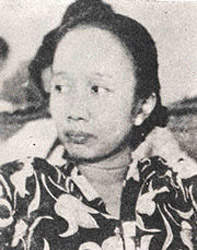
السيدة. الحاجة ماريا الفاح سانتوسو سانتوسو عام 1955 وزيرة الشئون الإجتماعية لإندونيسيا مدة توليها المنصب 12 مارس 1946 – 26 يونيو 1947 الرئيس الحالي سوكارنو الرئيس السابق تاكور أونجرو الرئيس الاحق سوبارجو التفاصيل الشخصية الميلاد 18 أغسطس 1911 سيرانج، باتين، جزر الهند الشرقية الهولندية تاريخ الوفاة 15 أبريل 1988 (عن عمر يناهز 76) جاكرتا، إندونيسيا الجنسية إندونيسية أزواجها رادين سانتوسو ويرودهادجو (1938-1946) سوباديو ساستروساتمو(1964-1988) الديانة (مسلمة)

ماريا الفاح سوباديو ساستروساتومو (بالإندونيسية: Maria Ulfah Santoso)‏ (18 أغسطس 1911 – 15 أبريل 1988)
عندما تزوجت أطلق عليها لقب ماريا الفاح سانتوسو، فهي ناشطة سياسية لحقوق الإندونيسيات. كما تعد أول سيدة إندونيسية حاصلة علي شهادة البكالوريوس في القانون، بالإضافة لكونها أول امرأة إندونيسية تشغل منصب عضوة في مجلس الوزراء. سانتوسو- ابنة لرجل سياسي- أصبحت مهتمة بحقوق المرأة بعد معاصرتها للعديد من الظلم في شبابها. علي الرغم من الإلحاح عليها بأن تمتهن مهنة الطب، إلا أنها تخرجت من قسم القانون بجامعة ليدن عام1933.
في هولندا، عملت في الحركة القومية الإندونيسية. فور عودتها إلي جزر الهند الشرقية الهولندية، درست أسس ومبادئ إصلاح الزواج. كما كانت عضوة في لجنة العمل التحضيرية للإستقلال الإندونيسي، وأصبحت فيما بعد تتقلد منصب وزيرة للشئون الاجتماعية، وذلك من فترة تتراوح مابين 12 مارس 1946 حتي 26 يونيو 1947. بعد انقضاء مدة منصبها، واصلت العمل مع الحكومة في مناصب عدة. منها: اختيارها لمنصب وزاري متعلق بفعاليات تحرير العبيد، بالإضافة لإتاحتها الفرصة للآخريات للانخراط في العمل لدي مجلس الوزراء، ومن ضمن هؤلاء السيدات السيدة «سوراستي كارما تريمورتي» التي تولت منصبها في عام 1947. اعترافا بجميل صنعها تلقت عدة جوائز من الحكومة الإندونيسية.

## السيرة الذاتية
بداية حياتها وأوج نشاطها
ولدت سانتوسو في سيرانج، بانتين، جزر الهند الشرقية الهولندية، في 18 أغسطس 1911، لأب يدعي رجانت أحمد، وتدعي زوجته خديجة دجاجديناجراد. كانت سانتوسو أصغر إخوتها الثلاث، قضت طفولتها في كونينجان، حيث عمل والدها نائبا لجلالة الملك. في يوم من الأيام، جاءت امرأة تطلب المساعدة؛ لكن بعد تلقي زوجها جواب الرد، توفت وذلك بعد فترة وجيزة. وصفت سانتوسو هذا الحادث في وقت لاحق بأنها الملهم لها للعمل في حقوق المرأة.
علي رغم من أن سانتوسو كانت لا تزال في المرحلة الابتدائية، إلا أن والدها أرسلها إلي باتافيا (عاصمة جزر الهند الشرقية، التي تعرف في الوقت الحالي بجاكرتا) للعيش مع عائلة هولندية في مدرسة ويلمسلان الابتدائية.، بينما كانت في باتافيا، أكملت المرحلة المتوسطة لها من الدراسة في مدرسة كونينج ويليم الثالث.
أثناء إقامتها في باتافيا، لاحظت سانتوسو العديد من قضايا المرأة، وكيف تدمرت تلك السيدات عندما تزوج أزواجهم بأخريات أو طلقهن دون سبب. بالرغم من رغبة والدها في أن تصبح طبيبة، إلا أنها أصرت علي دراسة القانون.
ذهبت سانتوسو إلي لاهاي في هولندا، في عام 1929 مع والدها، مما عزز دراسته. ثم التحقت سانتوسو بجامعة ليدن في مدينة ليدن، وتخرجت منها عام 1933 بدرجة الماجستير في القانون، وهذا جعلها أول امرأة تحصل علي شهادة في القانون.
أثناء دراستها عملت مع الحركة القومية الإندونيسية وقادتها، بما فيهم قائدها محمد حتا، والسلطان ساهرير.
في عام 1934، عادت سانتوسو إلي باتافيا وحصلت هناك علي وظيفة للتدريس في الجامعة المحمدية، معترضة تولي منصبا لدي الحكومة الإستعمارية. أثناء عملها في التدريس، استمرت في العمل لدي الحركة القومية، مما حفز آدم ماليك لتأسيس وكالة
أنباء أنتارا. في فبراير عام 1938، تزوجت سانتوس من رادين ويروديردجو. في العام نفسه، اقامت مؤتمرا يهدف إلي إصلاح الزواج، ولتوفير حماية أفضل لحقوق المرأة؛ وتحققت الأهداف المنشودة للمؤتمر عام 1941.
عملت سانتوسو جاهدةً للحد من الأمية بين السيدات، وذلك عن طريق إنشاء مجموعات للعمل في مجال الخياطة؛ كما مكنت هؤلاء السيدات الائي حضرن تلك المجموعات من دعوتهن للتعلم ومعرفة حقوقهن في الزواج وتربية الأطفال.

### العمل الحكومي
بعدما احتلت اليابان إندونيسيا في عام 1942، تركت سانتوسو عملها كمعلمة، لتعمل كمساعدة قانونية لدي سوبومو الذي أصبح فيما بعد أول وزير للعدل في البلاد. في عام 1945،انسحبت القوات اليابانية من جزر الهند ليعلوا بذلك نور الاستقلال في أفق السماء. بعدها أصبحت سانتوسو عضوة في لجنة العمل التحضيرية للإستقلال الإندونيسي. في 12 مارس 1946، أصبحت سانتوسو أول امرأة تتولي منصب عضوة في مجلس الوزراء، وذلك عندما تم اختيارها للعمل كوزيرة في مجلس وزراء ساهرير الثاني.
بعدها وجدت نفسها تعمل بسرعة وكفاءة، وذلك لعملها علي إخراج المعتقلين من المعسكرات اليابانية. ثم واصلت عملها في مجلس وزراء ساهرير الثالث، لكن عندما حل هذا المجلس في 26 يونيو لعام 1947، رفضت العمل كوزيرة للشئون الاجتماعية. لذا عملت رئيسة لمركز الأمانات لدي لرئيس الوزراء أمير سجارفدين. استمرت في عملها السابق حتي تم إنشاء مجلس وزراء حتا الأول. أثناء هجوم عدواني علي مدينة يوغياكرتا في 19 ديسمبر لعام 1948، قتل زوجها خارج منطقة ماجو.

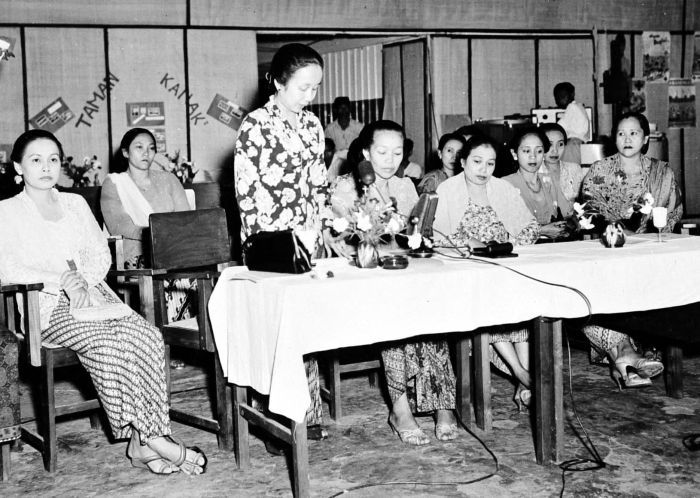
سانتوسو أثناء خطابها في مؤتمر المرأة العالمي عام 1950

في عام 1949، كانت سانتوسو عضوة في اللجنة المكلفة بإعداد دستور للزواج بما يتلائم مع روح العصر الحديث. وخلال فترة الخمسينيات، أقحمت نفسها للعمل علي العديد من الأعمال الاجتماعية. في الفترة التي تتراوح مابين 1950 إلي 1961 شغلت منصب رئيسة في مكتب الرقابة علي الأفلام الإندونيسية، هذا المنصب جعلها تعمل علي مضض و كارهة له.
كما شغلت منصب رئيسة المؤتمر القومي للمرأة من فترة 1950 إلي 1961. تزوجت سانتوسو مرة أخرى من سوباديو ساستروساتومو الذي يعمل لدي الحزب الاشتراكي الإندونيسي. في 10 يناير لعام 1964،انفصل الزوجان وذلك بسبب سجن زوجها بسبب أنشتطته السياسية، لكن كان لديهم المقدرة للذهاب للحج معا. في عام 1960، استمرت سانتوسو في عملها السياسي، كما عملت في وزارة الدولة من فترة تتراوح بين1962 إلي عام 1967. بالإضافة لعملها لدي مجلس شوري الدولة في الفترة التي تتراوح مابين 1967 إلي 1972. كما تبنت طفل مع زوجها السابق في تلك الفترة.
في سنواتها الأخيرة، عاشت سانتوسو مع زوجها السابق حياتهما التقاعدية في جاكرتا. في إجياء ذكراها، ذكرت مجلة تيمبو بأن المعاش يكاد يكفي نفقاتها اليومية. توفيت في 15 أبريل عام 1988، في تمام الساعة 2:15 صباحا. بعدما تلقيها علاجا لأكثر من شهر في مشفي جاتوت سوبروتو (التابعة لسلاح الجو في جاكرتا). دفنت في مقبرة الأبطال بكاليباتا.

## التراث
كتب زوجها قائلا "إن اختيار سانتوسو كوزيرة للشئون الاجتماعية كان هاما للغاية، وذلك لعدة أسباب. أولها: إظهار احترام وتقدير الحكومة للمساهمات النسائية في الحركة الوطنية. ثانيها، كانت وسيلة لإبراز وفاء القادة الإندونيسين بالتزاماتهم تجاه شعوبهم وذلك من خلال تعامل المرأة في القضايا النسائية. ثالثها، أتاحت هذه الفرصة للنساء الأخريات بتولي مناصب حكومية
تعد ثاني امرأة تشغل منصب وزيرة لإندونيسيا (السيدة سوراستي كاما تريمورتي) والذي شغلت منصب وزيرة حزب العمال من الفترة التي تتراوح بين 1947 إلي 1948.
في عام 2001، أصبحت ميجواتي سوكارنو بوتري أول رئيسة إندونسية.
تلقت سانتوسو عدة جوائز من الحكومة الإندونيسية، حصلت علي ترتيب المركز الأول، بينما حازت ساتيا لانسانا كاريا ساتيا علي -المركز الثاني- وسام العمل العظيم، بينما حصلت ساتيا لانسانا بيرنجاتان بيرجوانج كيميرديخان علي ( ميدالية الكفاح لنيل الحرية)، بينما جاءت في المرتبة الثالثة بينتانج ماهابترا أتاما وحازت علي جائزة (نجمة ماهبترا) تعد جائزة بيتانج ماهابترا من أفضل الجوائز التي تمنح للمدنين.